# Babrala
Babrala é uma cidade e uma nagar panchayat no distrito de Budaun, no estado indiano de Uttar Pradesh.

## Geografia
Babrala está localizada a 28° 16′ N, 78° 24′ L. Tem uma altitude média de 177 metros (580 pés).

## Demografia
Segundo o censo de 2001, Babrala tinha uma população de 14,447 habitantes. Os indivíduos do sexo masculino constituem 53% da população e os do sexo feminino 47%. Babrala tem uma taxa de literacia de 56%, inferior à média nacional de 59.5%; com 60% para o sexo masculino e 40% para o sexo feminino. 17% da população está abaixo dos 6 anos de idade.